# Gary Driscoll
Gary Driscoll est un musicien nord-américain né le 18 avril 1946 et mort assassiné le 8 juin 1987 à son domicile d’Ithaca dans des circonstances à ce jour non élucidées.Il est le batteur d'Elf puis de la première formation de Rainbow. Après son éviction de Rainbow par Ritchie Blackmore, il rejoint les rangs de plusieurs groupes basés dans la région de New York dont BibleBlack où il retrouve le bassiste Craig Gruber, ancien membre d’Elf et Rainbow.

## Discographie

### Elf
- 1972 : Elf
- 1974 : L.A./59 - Carolina County Ball
- 1975 : Trying to Burn the Sun

### Rainbow
- 1975 : Ritchie Blackmore's Rainbow

### Bible Black
- 1983 : Ground Zero

### Jack Starr
- 1984 : Out of the Darkness

### Thrasher
- 1985 : Burning at the Speed of Light